# Duy Tân, Kinh Môn
Duy Tân là một phường thuộc thị xã Kinh Môn, tỉnh Hải Dương, Việt Nam.

## Địa lý
Phường Duy Tân có vị trí địa lý:
- Phía Đông giáp phường Phú Thứ và phường Tân Dân
- Phía Tây giáp xã Hoành Sơn
- Phía Nam giáp phường Hiệp Sơn và phường Phạm Thái
- Phía Bắc giáp tỉnh Quảng Ninh.

Phường Duy Tân có diện tích 11,87 km², dân số năm 2022 là 11.811 người, mật độ dân số đạt 995 người/km².

## Lịch sử
Ngày 11 tháng 9 năm 2019, Ủy ban Thường vụ Quốc hội ban hành Nghị quyết 768/NQ-UBTVQH14 (nghị quyết có hiệu lực từ ngày 1 tháng 11 năm 2019). Theo đó, chuyển huyện Kinh Môn thành thị xã Kinh Môn và thành lập phường Duy Tân trên cơ sở toàn bộ 7,69 km² diện tích tự nhiên và 7.393 người của xã Duy Tân.
Ngày 24 tháng 10 năm 2024, Ủy ban Thường vụ Quốc hội ban hành Nghị quyết số 1250/NQ-UBTVQH15 về việc sắp xếp đơn vị hành chính cấp xã của tỉnh Hải Dương giai đoạn 2023 – 2025 (nghị quyết có hiệu lực từ ngày 1 tháng 12 năm 2024). Theo đó, sáp nhập toàn bộ 4,18 km² diện tích tự nhiên và quy mô dân số là 3.924 người của xã Hoành Sơn vào phường Duy Tân.
Phường Duy Tân có 11,87 km² diện tích tự nhiên và quy mô dân số là 11.811 người.